# Ormosia elliptica
Ormosia elliptica là một loài thực vật có hoa trong họ Đậu. Loài này được Q.W.Yao & R.H.Chang miêu tả khoa học đầu tiên.